# L'Esquive
L'Esquive är en fransk dramafilm från 2003 i regi av Abdellatif Kechiche.

## Utmärkelser
Filmen vann Césarpriset för bästa film 2005.

## Roller (urval)
- Osman Elkharraz – Krimo
- Sara Forestier – Lydia
- Sabrina Ouazani – Frida
- Nanou Benhamou – Nanou
- Hafet Ben-Ahmed – Fathi
- Aurélie Ganito – Magalie
- Carole Franck – läraren